# Рангунский теракт
9 октября 1983 года три северокорейских офицера, нелегально проникшие в столицу Бирмы, попытались взорвать южнокорейскую правительственную делегацию во главе с президентом Чон Ду Хваном. Сам Чон Ду Хван уцелел благодаря тому, что прибыл на место на две минуты позже взрыва, но 17 человек из состава южнокорейской делегации (включая министра иностранных дел и заместителя министра внешней торговли) были убиты, а 15 — ранены. Покушавшиеся попытались скрыться, но двое были задержаны, а третий застрелен. Один из задержанных признался и был приговорен к пожизненному заключению. Другого повесили.